# The New Twilight Zone—aflevering 6
De zesde aflevering van de serie The New Twilight Zone bestaat uit twee subafleveringen: Examination Day en A Message From Charity.

## Examination Day
Examination Day is de eerste subaflevering. Het scenario werd geschreven door Philip DeGuere, gebaseerd op het gelijknamige korte verhaal van Henry Slesar. De subaflevering is 10 minuten lang.

### Verhaal
De aflevering speelt zich af in de toekomst. De 12-jarige Dickie Jordan lijkt bovengemiddeld intelligent voor iemand van zijn leeftijd. Alle kinderen moeten op hun twaalfde verplicht een IQ-test ondergaan. Dickie vertelt zijn ouders dat hij van een vriend heeft gehoord dat de test makkelijk is en dat hij zeker zal slagen. Zijn ouders lijken hier echter niet blij mee. Ze worden steeds zenuwachtiger en vermijden zijn vragen. Zijn ouders geven hem een cadeau dat Dickie eigenlijk pas over twee jaar had verwacht te krijgen en brengen hem vervolgens naar het testcentrum.
Eenmaal in het testcentrum krijgt Dickie een medicijn toegediend dat volgens de examinatoren ervoor zorgt dat hij de waarheid vertelt. Daarna begint de test, en Dickie lijkt met de vragen geen moeite te hebben. 
Enkele uren later ontvangen Dickie’s ouders hun zoons testresultaten. Dan blijkt waarom ze zo zenuwachtig waren. Hun grootste angst is uitgekomen: de overheid heeft geconcludeerd dat Dickie te slim is voor de samenleving, iets waar in deze gemeenschap de doodstraf op staat. De executie is al uitgevoerd.

### Rolverdeling
- David Mendenhall: Dickie Jordon
- Christopher Allport: Richard Jordon
- Elizabeth Norment: Ruth Jordon
- Ed Krieger: Clerk nr. 1
- Myrna White:  Clerk nr. 2
- Jeffrey Alan Chandler: Clerk nr. 3

## A Message From Charity
A Message From Charity is de tweede subaflevering. Het scenario werd geschreven door Alan Brennert.

### Verhaal
Peter Wood is een tiener die ziek thuis is. Zijn ziekte heeft echter een vreemde bijwerking; hij krijgt telepathisch contact met Charity Payne, een meisje uit begin 18e eeuw die aan dezelfde ziekte lijdt. De twee delen realistische gedachtevisioenen van elkaars werelden. De twee bouwen zo een sterke vriendschap op.
Wanneer de dorpelingen Charity’s gave ontdekken, wordt ze voor een heks aangezien. Het is nu aan Peter om haar te helpen ontsnappen en te bewijzen dat ze geen heks is, voor ze zal worden geëxecuteerd. Peter weet dat in Charity’s tijd spoedig een lijk gevonden zal worden, en dat een man genaamd Squire Hacker, die een hoge positie heeft in het dorp, verdacht zal worden van de moord. Hij geeft deze informatie aan Charity. Charity dreigt Hacker om tijdens haar proces  zijn geheime leven te onthullen, dus laat hij alle aanklachten tegen haar vallen. 
Charity en Peter besluiten dat het beter is dat ze ophouden te communiceren, voor er meer problemen ontstaan. Een jaar later ontvangt Peter toch nog één bericht van Charity, die hem vertelt naar een rotspunt vlak bij zijn huis te gaan. Daar vindt hij een valentijnshart met daarbij de initialen "PW + CP" gekrast in de rots.

### Rolverdeling
- Kerry Noonan: Charity Paine
- (Robert) Duncan McNeill: Peter Wood
- Vanessa Brown: tante Beulah
- Gerald Hiken: Squire Jonas Hacker
- James Cromwell: Obediah Payne
- Michael Fox: Tom Carter
- Jennifer Parsons: Ursula Miller
- Jack Wells: Dr. Maxwell
- Phil Proctor: Mr. Wood
- Barbara Lindsay: Mrs. Wood